# Habitation Murat
L'habitation Murat, anciennement habitation Poisson puis habitation Bellevue Laplaine, est une ancienne plantation coloniale située à Grand-Bourg, sur l'île de Marie-Galante, dans le département de la Guadeloupe aux Antilles françaises. Aujourd'hui, l'habitation Murat, propriété du département de la Guadeloupe, abrite l'Écomusée de Marie-Galante. Le moulin à vent, servant à broyer la canne à sucre, est classé aux monuments historiques depuis 1991.

## Historique

### L'habitation agricole coloniale
L'habitation agricole est fondée en 1657 par Antoine Luce, notaire champenois. Elle produit alors du café. En 1665, l’habitation compte déjà 11 esclaves âgés de 9 à 36 ans. Mais celle-ci ne résiste pas à la razzia hollandaise de 1676, et aux débarquements anglais de 1689 et 1691.
En 1720, un certain Joseph Dumoulier-de-Labrosse redémarre la sucrerie. Une de ses fille épouse Michel Jacques Poisson, d'une des plus anciennes familles de planteurs de l'île, d'origine rochelaise. Le couple y demeure alors jusqu’en 1807.

### La période Murat

#### Achat et modernisation
Pendant l'époque de l'occupation anglaise de l'île, l'habitation et ses 130 hectares de canne à sucre est rachetée en 1807 par Dominique Murat (1742-1819). Originaire de Capbreton dans les Landes, cet ancien marinier est installé depuis 1770 à Marie-Galante, où il se lance dans la plantation et le négoce de café à Capesterre, puis se marie en 1781 avec Françoise Morel, une créole blanche. Pendant la Révolution, il profite de la confiscation des exploitations des émigrés royalistes (un tiers des biens de l'île) pour se déclarer notaire. Il devient l'une des plus grosses fortunes de Marie-Galante.
En 1807, avec son fils Dominique-Emmanuel (1783-1839), il acquiert à bas prix (520.000 livres) l'habitation sucrière de Marie Elisabeth Dumoulier, veuve de Michel Jacques Poisson, profitant d'une période de difficulté financière de la veuve, pratiquement ruinée. Il renomme alors la plantation «  Bellevue ».
Murat et son fils s'attachent ensuite à moderniser et agrandir la plantation. En 1814, ils font construire un grand moulin à vent à six ailes pour remplacer l'ancien moulin à bêtes. Dans l'usine sucrière, le nombre de chaudière est doublé, passant de quatre à neuf. 
Dans les années 1810-1820, Murat et son fils font édifier un petit château, inspiré de ceux du Bordelais.
En 1825, 6 ans après la mort de son père, Dominique-Emmanuel Murat étend le domaine en rachetant l'habitation Laplaine et ses 67 esclaves.
Les esclaves, au nombre de 108 lors de l'achat de l'habitation, passent à 307 en 1839 (175 femmes et 132 hommes), faisant d'elle la plus grosse plantation de canne à sucre de la Guadeloupe. Jusqu’à la seconde abolition de l'esclavage en 1848, ces travailleurs captifs demeurent dans des cases au nord de la maison de maître. Ils se regroupent en trois catégories hiérarchisées : en haut, les "esclaves domestiques", employés de maison, souvent des mulâtres ou des mulâtresses ; au-dessous, les "nègres à talent", ouvriers qualifiés que leur savoir distingue ; en bas de l'échelle, les "esclaves de jardin", employés aux champs ou à l'atelier, dirigés par un "commandeur", petit blanc ou favori noir. Chaque catégorie a sa valeur marchande, dûment répertoriée dans les actes de vente de l'époque.

#### Déclin de l'exploitation puis abolition de l'esclavage
À partir des années 1840, la plantation rencontre de nombreuses difficultés. Tout d'abord le séisme de 1843 fragilise ses installations. Ensuite, l’abolition définitive de l’esclavage proclamée en 1848 complique grandement le recrutement d'une main-d’œuvre agricole. Enfin, la concurrence d’usines sucrières plus performantes, notamment celle du sucre de betterave en Europe, entraine une surproduction et l’effondrement du cours du sucre. La propriété passe entre les mains d'Alexandre Kayser (1794-1850), gendre de Dominique-Emmanuel Murat, puis de son petit-fils, Ernest Reponty (1832-1905).
En 1868, les dettes aboutissent à la saisie de l’habitation, et à son rachat par Louis Ducos, adversaire de la famille. Vers 1870, l’installation de machines à vapeur permet de moderniser la production. En 1899, l’habitation est rachetée par la société de Retz et rattachée à l’usine sucrière de Grand-Anse.
À la fin du XIXe siècle, l’habitation est à l’abandon et la maison de maître en ruines.

### Restauration et mise en valeur au XXe siècle
En 1967, sous l’égide de Mme Régine du Mesnil, un organisme foncier (la société d’équipement de la Guadeloupe - SODEG), décide de sauvegarder ce qui subsiste de l’habitation pour en faire un hôtel de luxe. Si d'importantes restaurations sont effectués, le projet d'ensemble touristique ne verra jamais le jour. 
Devenu propriétaire dans les années 1970, le Conseil général de la Guadeloupe entreprend des travaux afin d’y aménager un écomusée pour valoriser le patrimoine de Marie-Galante. En 1983, le château devient le siège de cet l’écomusée. Le parc boisé de sept hectares qui entoure les bâtiments accueille de nombreuses manifestations, et en particulier le célèbre festival « Terre de blues ».
Le moulin est inscrit aux monuments historiques en 1990 et classé le 23 août 1991.

## Éléments de l'habitation

### La maison des maîtres
La maison des maîtres de l'habitation est construite en pierres de taille. Son style néo-classique fait écho à l’architecture des châteaux du Bordelais.
La demeure est l’œuvre de Dominique-Emmanuel Murat, fils unique de Dominique Murat, et de son épouse Jeanne Rose dite Élise Delaballe. Celle-ci hérite de son amour de jeunesse décédé, Charles de Berville, fils du marquis de Houelbourg qui lui a légué une partie de sa fortune. Cet argent contribue à la construction de la maison de maître, édifiée dans les années 1810-1820, bien qu’elle corresponde au style néoclassique français de la fin du XVIIIe siècle. Son plan rend probablement hommage au donateur car il s’inspire du château de Houelbourg, grande habitation située à Jarry (Baie-Mahault) dont il ne subsiste rien aujourd’hui.
Elle a été construite par les maitres-maçons affranchis, ou les maitres-charpentiers, qui pour beaucoup ont appris leur métier en tant qu’esclaves.
Rénovée à partir de la fin des années 60, elle héberge l'exposition permanente : "Trésors populaires du quotidien". 

### Les anciennes cuisines
Situées à quelques mètres de la maison des maîtres, elles abritent les services administratifs du musée.

### Le jardin de plantes médicinales
L'ancien parc à bœufs a été transformé en jardin de plantes médicinales en 1978.

### Le moulin à vent
Il est construit en 1814 en pierres de taille et classé monument historique en 1991.

### Le moulin à bête ou manège
Daté de la fin du XVIIe - début XVIIIe siècle, ce système précède celui du moulin à vent pour écraser la canne à sucre.

### La sucrerie
L'usine sucrière est un vaste bâtiment qui contenait deux équipages de 9 chaudières et une distillerie.

### L'ancien hôpital des esclaves
Depuis l'ordonnance royale du 15 octobre 1786, toute habitation de plus de vingt esclaves devait posséder une case servant d’hôpital.
Reconstruit et agrandi depuis 1989, il abrite le centre de documentation.

### Les cases à esclaves
Sur le site ont été construites trois cases en gaulettes, répliques des réduits où vivaient les « captifs ».

## Galerie

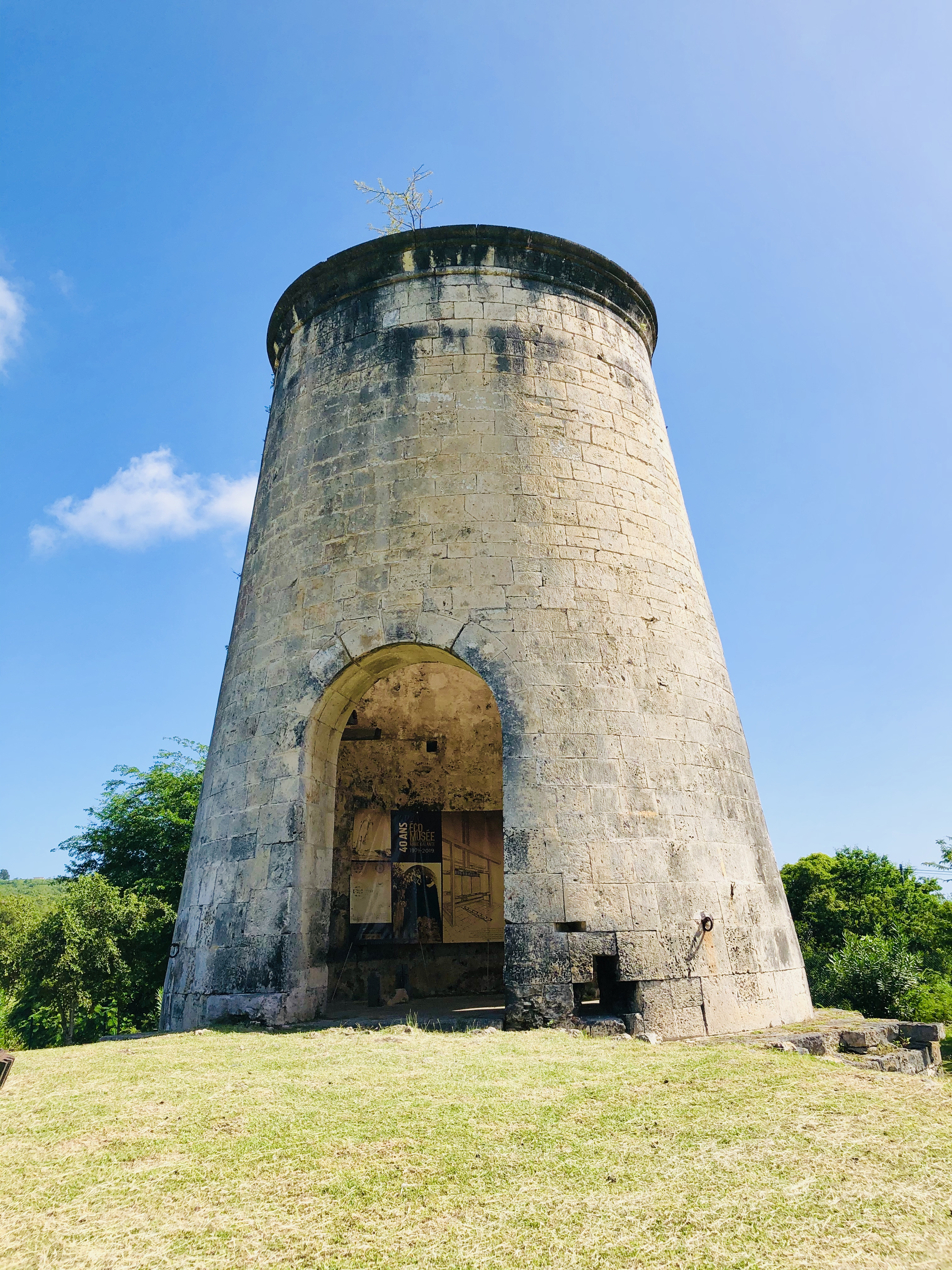
Moulin à vent.
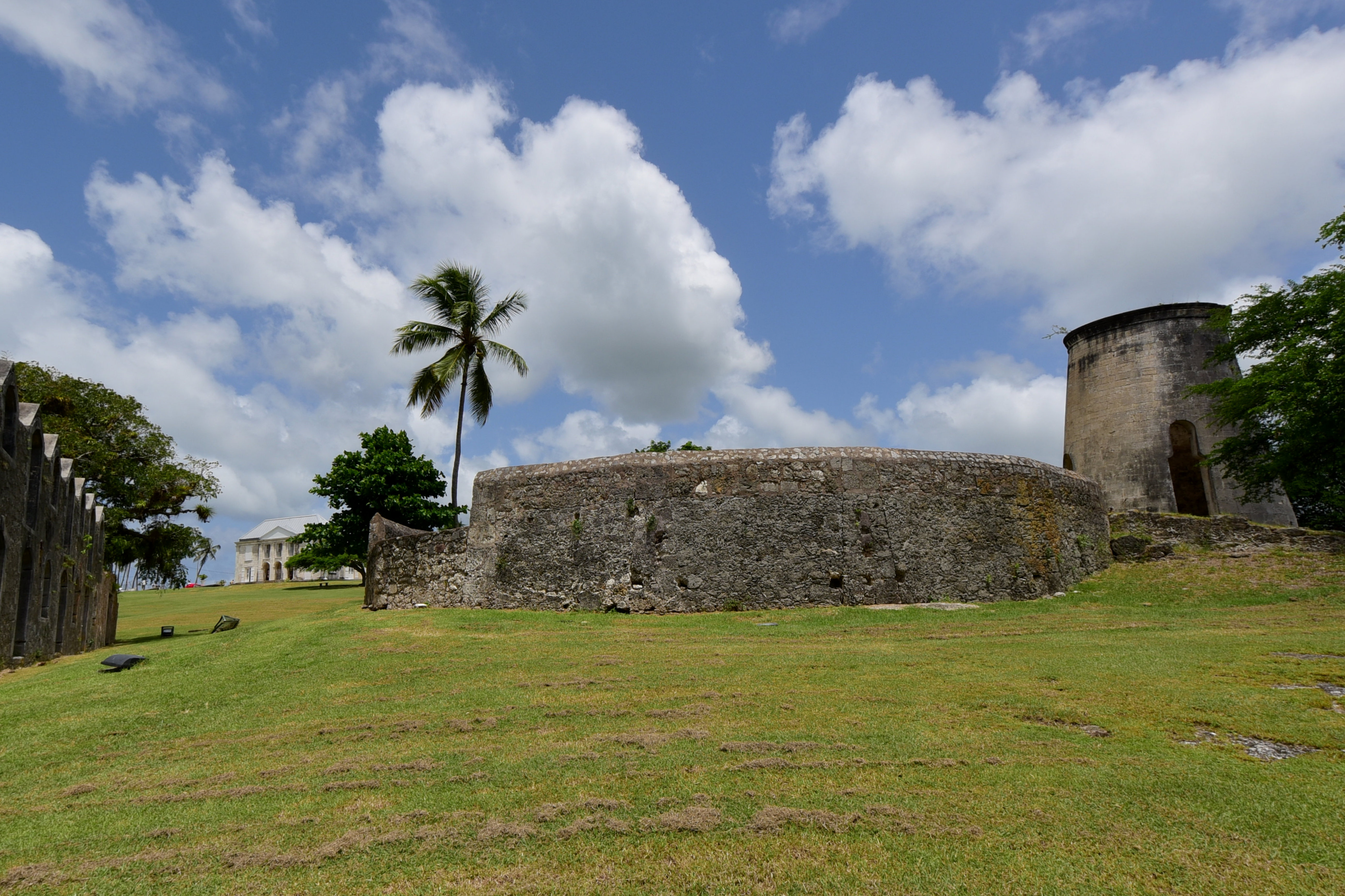
Moulin à bêtes.
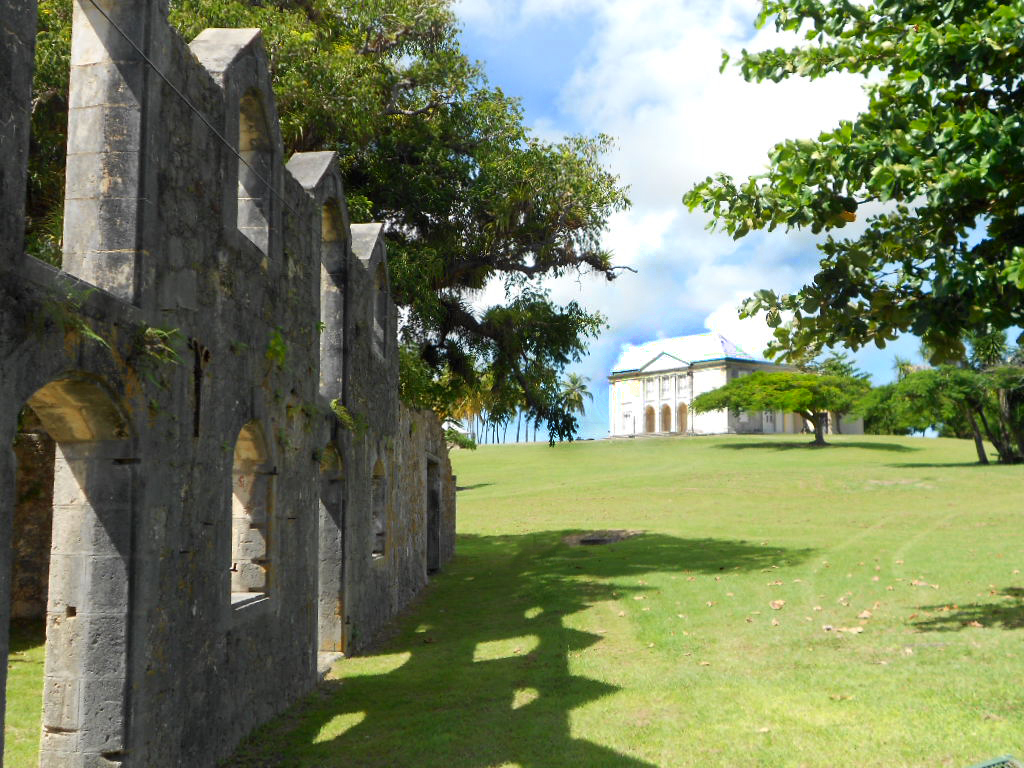
Vestiges de la sucrerie.
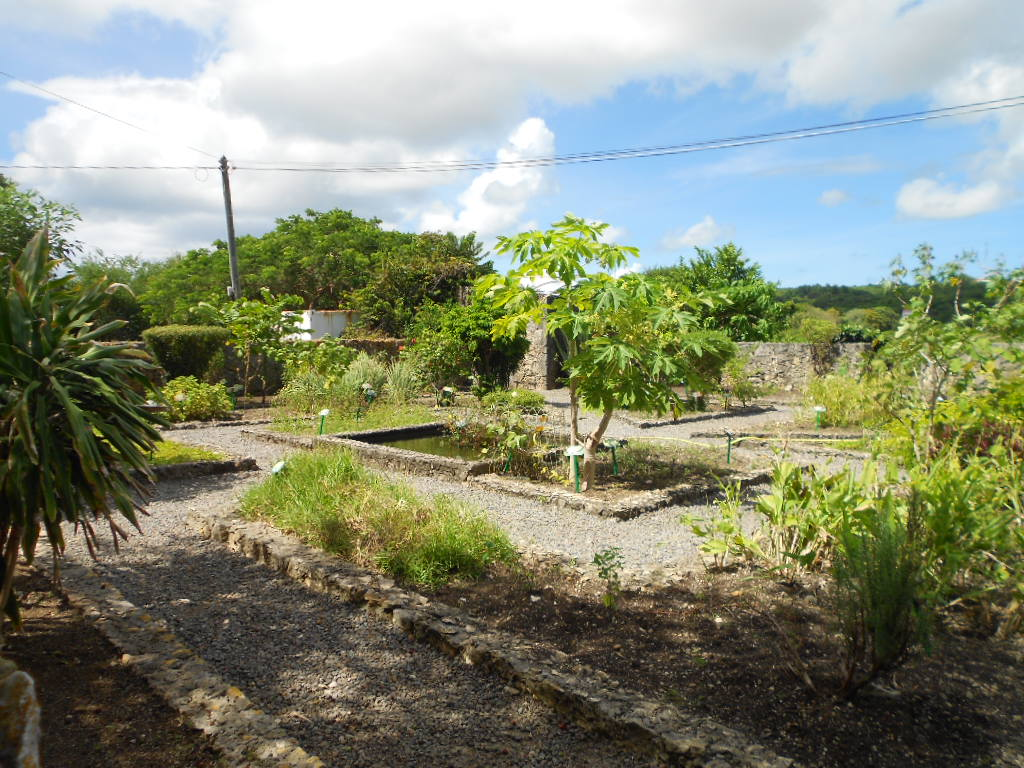
Jardin médicinal installé dans l'ancien enclos à animaux.
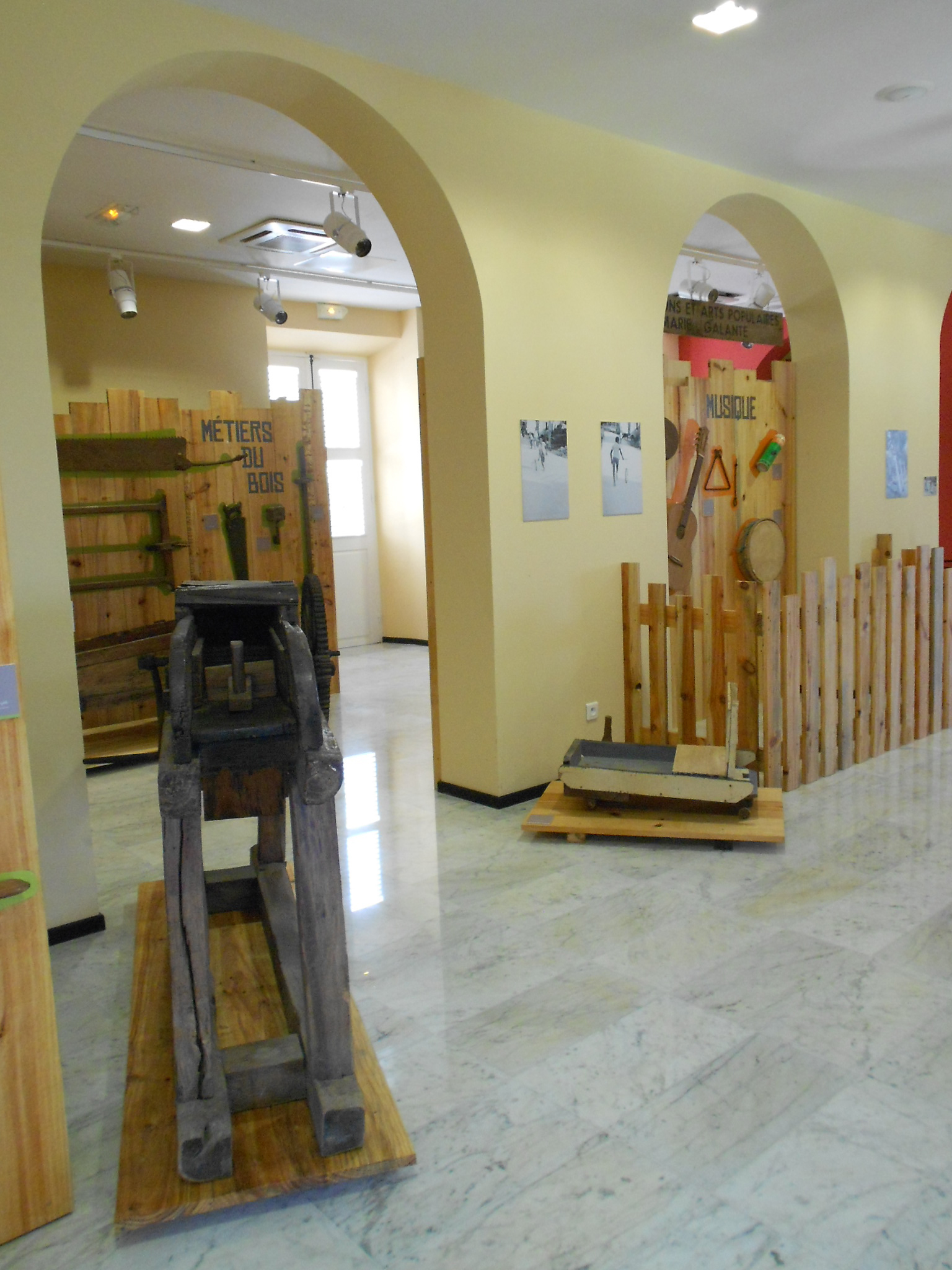
Intérieur du musée.
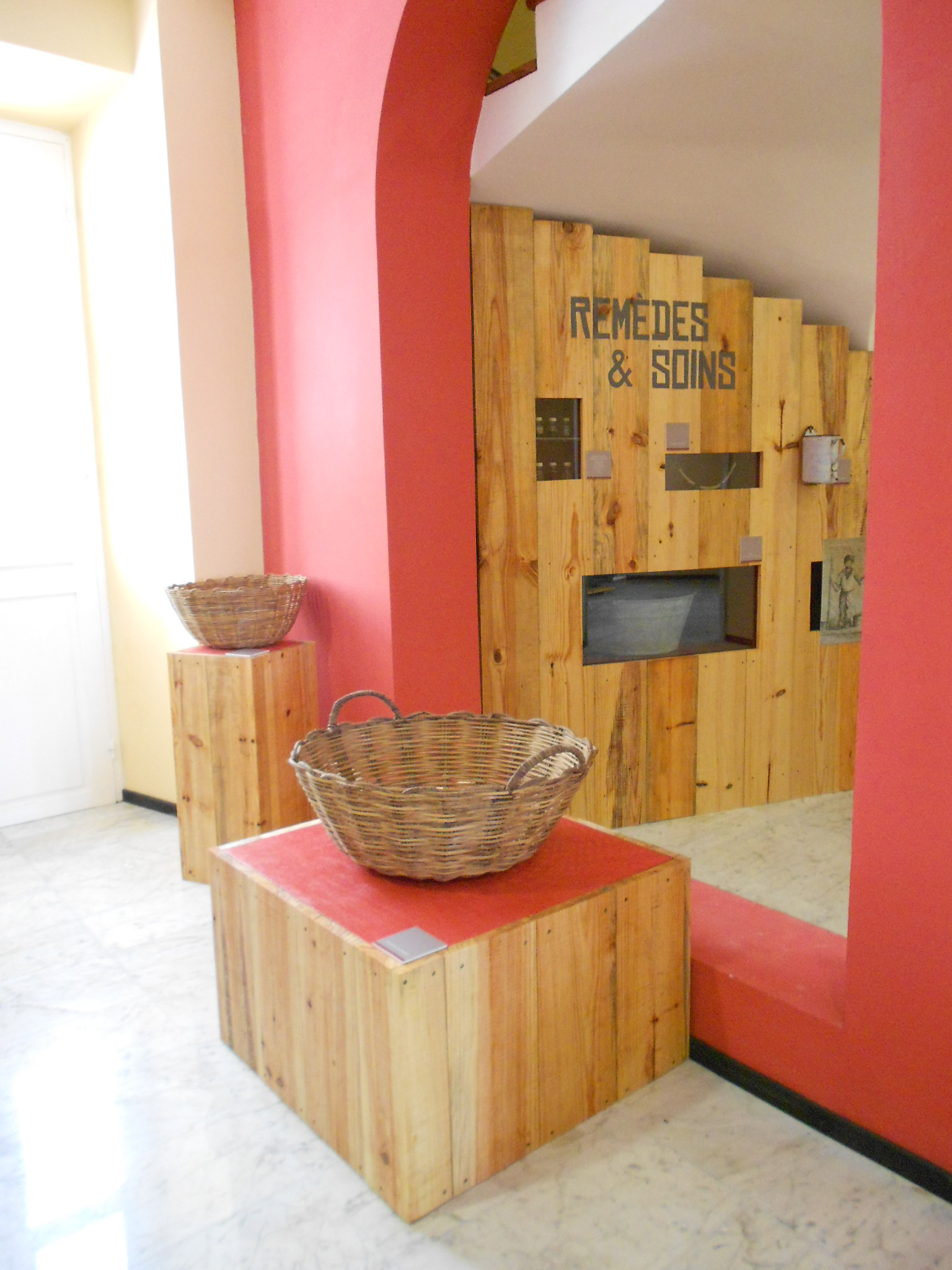